# Hrabě

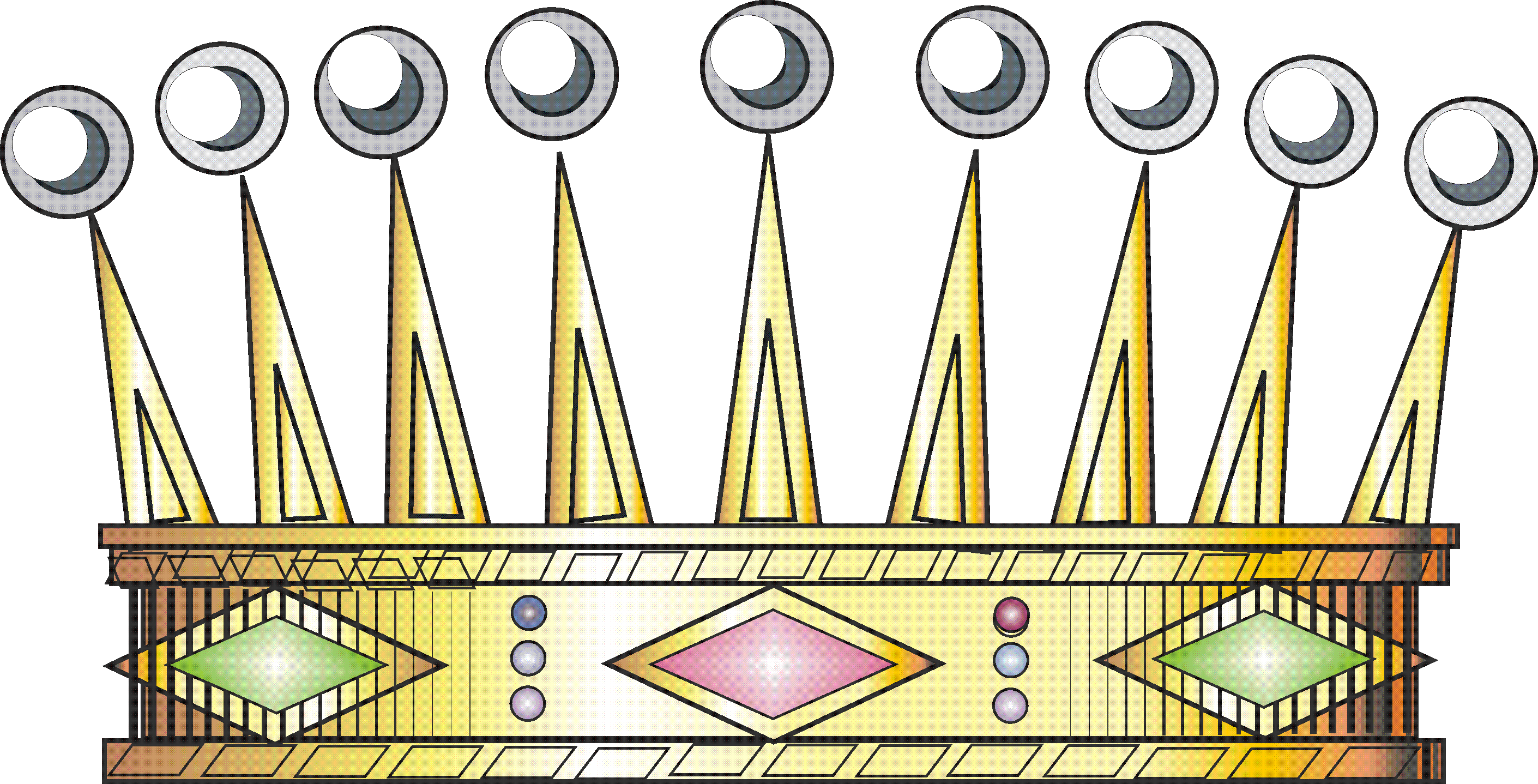
Heraldická koruna pro šlechtický titul hrabě.

Hrabě je titul (hodnost) příslušníka vyšší šlechty. Přechýlenou formou je hraběnka a v češtině se taktéž používá neformální výraz komtesa pro neprovdanou dceru hraběte. Hraběti přísluší oslovení (titul) Hraběcí Milost, dnes také Excelence. Bývalým bezprostředním hrabatům přísluší oslovení Osvícenost.
V českých zemích se používal od roku 1627, kdy zde byly zavedeny říšské šlechtické hodnosti. Odpovídal ve Franské říši zavedenému titulu Graf. Hraběcí titul byl dědičný a zpravidla označoval všechny příslušníky rodu.
Anglický ekvivalent pro domácí šlechtu je titul earl, kdežto pro evropskou šlechtu se v angličtině používá slovo count.
Latinský ekvivalent zní comes (gen. sg. comitis, pl. comites; = „průvodce, společník“ jako derivát z fráze cum eo = jít s), do italštiny přešel jako „conte“, do francouzštiny jako „comte“, do španělštiny jako „conde“.
České slovo „hrabě“ pochází ze starohornoněmeckého grāveo, později gravo.
Hrabě byl původně královský úředník, ale zhruba od 9. století se tento titul stal dědičný. Od středověku je hrabě řazen mezi vyšší šlechtu. Oficiální oslovení hraběte je Excelence (dříve Vysokorodý pán nebo Hraběcí Milost). Pouze v případě mediatizované německé šlechty je správné oslovení Osvícenosti (Eure Erlaucht).
Ve starověkém Římě se jednalo o úřední titul, jejž používali doprovodci některých magistrátů.
Hraběcí titul se na rozdíl od řady jiných šlechtických hodností stal součástí šlechtické titulatury prakticky ve všech evropských monarchiích.

## Ostatní varianty

### Seznam variant titulu
Kromě uvedených označení, existují ještě některé neobvyklé tituly na hraběcí úrovni, ačkoli jich není tolik.
Dauphin byl dvakrát použitý titul v jižní Francii ještě předtím než se (neformálně) stal dvorním titulem následníka francouzského trůnu, podle provincie, která dodnes nese jméno Dauphiné.
Arcihrabě (francouzsky Archicomte) byl ojedinělý titul užívaný ve středověku flanderskými hrabaty, kteří byli zároveň pairy francouzské Koruny. Titul arcihrabat však pánům Flander francouzští králové nikdy oficiálně nepřiznali. Po včlenění Flanderského hrabství do Burgundského vévodství užívali titul arcihrabat (neoficiálně) i burgundští vévodové, ovšem titul nevázali na Flandry, ale na Svobodné burgundské hrabství (francouzsky Franche-Comté). Po vymření Burgundské dynastie již další vládci Franche-Comté – španělští Habsburkové a francouzští Bourboni arcihraběcí titul nenesli.
Hrabě-Vévoda (španělsky Conde-Duque) byl titul vzácně užívaný ve Španělsku, pokud šlechtic-grand vlastnil více titulů. Nejznámějším příkladem je první ministr krále Filipa IV., Don Gaspar de Guzmán, 3. hrabě Olivares a 1. vévoda ze San Lúcar la Mayor (od roku 1625). Užíval na vlastní přání titul Conde-Duque de Olivares, což bylo unikátní a v rozporu s obvyklou tradicí řadit vyšší tituly před nižší.
Hrabě-Baron (portugalsky Conde-Barão) titul užívaný řídce v Portugalsku obdobně jako Hrabě-Vévoda ve Španělsku. Příkladem může být Luís Lobo da Silveira, 7. baron z Alvita a 1. hrabě z Orioly (od roku 1653). V Lisabonu je dodnes náměstí po něm pojmenované Largo do Conde-Barão.
Hrabě baldachýnu (italsky Conte di Baldacchino) byl/je titul náležející v Papežském státě a Vatikánu dědičně hlavě rodu Soderiniů. Hlavy šesti významných rodů italských markýzů mají dědičně titul markýze baldachýnu s právem nést při slavnostních příležitostech po jedné tyčce šestisloupkového papežského baldachýnu nad Svatým otcem. Před baldachýnem pak kráčí hrabě Soderini nesoucí zlatou růži. Hrabě baldachýnu má nárok na titul Don, který v Itálii náleží jinak jen knížatům, vévodům a také markýzům baldachýnu. Význam titulů markýze a hraběte baldachýnu je však dnes velmi umenšen, neboť ceremonie s papežským baldachýnem se dnes již nepořádají.
Hrabě posvátného paláce v Lateráně (latinsky Comes palatinus Lateranus) je titul garantovaný a udílený papežem všem rytířům španělské kapituly Řádu Božího hrobu. Španělská kapitula je totiž ze všech řádových kapitul jediná, která je otevřená výlučně šlechticům.
Serdar byl vojensko-správní titul užívaný v Osmanské říši, zejména v oblasti dnešní Černé Hory a Srbska. Odpovídal zhruba hodnosti hraběte.

#### Německé země
V německých zemích byl titul kombinovaný se jménem jurisdikce nebo místem, za něž byl tento šlechtic zodpovědný, např.
| Titul | Ženský titul / získaný sňatkem od manžela      | Území                                          | Poznámka |
| --- | ---------------------------------------------- | ---------------------------------------------- | --- |
| Markrabě (Markgraf)                                                                                      | Markraběnka                                    | Markrabství                                    | Vládce pohraniční marky resp. markrabství, stojící mezi knížetem a hrabětem |
| Lankrabě (Landgraf)                                                                                      | Lankraběnka                                    | Lankrabství                                    | Tzv. zemský hrabě zodpovědný pouze císaři |
| Okněžněný hrabě (Gefürsteter Graf)                                                                       | Okněžněná hraběnka                             | Okněžněné hrabství                             | Držitel říšského hrabství, postaveného na roveň knížectví, obvykle byl sám knížetem |
| Falckrabě (Pfalzgraf)                                                                                    | Falckraběnka                                   | Falckrabství                                   | Doslova „palácový“ hrabě, původně mělo v říši každé kmenové vévodství své falckrabství. Nejvyššího uznání dosáhlo lotrinské falckrabství, které povýšilo na Rýnské kurfiřtství |
| Župní hrabě (Gaugraf)                                                                                    | Župní hraběnka                                 | Župa (Gau), Župní hrabství                     | Původní forma hraběcího titulu vzniklá ve Franské říši v 9. století, ve 12. století převzali vládci žup Svaté říše tituly hraběcí, lankraběcí či jiné |
| Purkrabí (Burggraf)                                                                                      | Purkraběnka                                    | Purkrabství                                    | Purkrabí, kastelán, správce a strážce hradu |
| Starohrabě (Altgraf)                                                                                     | Starohraběnka                                  | hrabství, panství                              | Titul náležející výlučně rodu Salm-Reifferscheidt |
| Porýnský hrabě (Rheingraf), Pustinný hrabě (Wildgraf), Křovinný hrabě (Raugraf) a Lesní hrabě (Waldgraf) | Porýnská, Pustinná, Křovinná či Lesní hraběnka | Porýnské, Pustinné, Křovinné či Lesní hrabství | Zvláštní tituly jednotlivých větví rodu Emichovců (Emichonen) ze středního Porýní, tyto větve vymřely v 15. století a dnes některé z titulů převzal rod Salmů. Titul křovinná hraběnka z Falce (Raugräfin von der Pfalz) byl udělen navíc také svobodné paní Marii Louise z Degenfeldu, dědičný i pro její děti z morganatického manželství s kurfiřtem Karlem I. Ludvíkem |
| Solní hrabě či Hallský hrabě (Salzgraf či Hallgraf)                                                      | Solní či Hallská hraběnka                      | Solní či Hallské hrabství                      | Hrabě odpovědný za správu solních dolů v hrabství kolem Reichenhallu, dosazen králem Jindřichem IV. Ač se jedná vlastně o úředníka (viz níže), byla tato funkce spojená s držbou vlastního hrabství a navíc do ní byly dosazován jen osoby hraběcího původu z rodů hrabat z Dießenu a Wasserburgu.                                                                         |

### Nešlechtická „hrabata“ a dvorští falckrabí
V německých zemích se též objevují archaická a dnes již zaniklá označení pro různé úřady obsahující slovo „Graf“. Je to např. Deichgraf (vedoucí výstavby a správce pobřežních přímořských hrází), Hansegraf (úředník v hanzovních městech odpovědný za správu obchodních, celních a hanzovních záležitostí) nebo Gograf (na sz. Německa předsedající oblastního soudu). Ačkoli šlo o feudální úřady mnohdy udílené šlechtickým osobám, se skutečnými šlechtickými tituly mají společné stejně tak málo jako české termíny uhlobaron nebo karnevalový král.
Zvláštní postavení má titul dvorský falckrabí, německy Hofpfalzgraf a latinsky Comes palatinus (nemá nic společného s papežským Comes palatinus Lateranus, viz výše). Ve Svaté říši římské se tak označovali držitelé malých a velkých palatinátů (též komitiv). Šlo o privilegia, vydávaná římsko-německými panovníky a jimi pověřenými osobami (obvykle taktéž držiteli palatinátu), která svým nositelům umožňovala např. legitimizovat levobočky, jmenovat notáře, potvrzovat závěti, udílet erby a znaky, udílet či potvrzovat akademické hodnosti a vzácně také razit mince, pečetit červeným voskem či povyšovat do prostého šlechtického stavu. Palatináty získali šlechtici různých hodností i osoby nešlechtické. Dvorský falckrabí nebyl šlechtický titul. Pokud ovšem někdo získal papežský titul lateránského hraběte a zároveň od císaře také palatinát, psával si titul spojenou formou Comes palatinus imperiali et papali auctoritate (falckrabí/palácový hrabě z pravomoci císařské i papežské), i když skutečným hraběcím titulem byl pouze titul papežský.

### Hraběcí tituly podle zemí udělení
Někteří panovníci udíleli šlechtě (tedy nejen hrabatům) takové tituly, z nichž šlo jednoznačně poznat, ve kterém státě či z moci kterého zeměpána byl takový titul udělen. V případě hrabat se takto odlišoval říšský hrabě Svaté říše římské (něm. Reichsgraf), hrabě Prvního Francouzského císařství (franc. Comte de l'Empire), hrabě Oldenburské monarchie, který byl zároveň tzv. lenním hrabětem, tedy na rozdíl od „prostých“ hrabat měl v rukou správu rodových statků (dánsky Lensgreve), hrabě Benátské republiky (ital. Conte Veneto) a hrabě papežský, zvaný římský (ital. Conte di Romano pro italskou šlechtu, latinsky Comes Romanus pro cizince).

## Hraběcí titul v různých evropských jazycích
Následující seznam je založen na originálu Glossary na Heraldica.org, sestavený Alexanderem Krischnigem. Mužský tvar je následován ženským a pokud existuje i označení území, je ve třetím sloupci.

### Etymologické derivace z latinskéhoComes
| Jazyk                                            | Mužský titul                                                                             | Ženský titul / získaný sňatkem od manžela | území |
| ------------------------------------------------ | ---------------------------------------------------------------------------------------- | ----------------------------------------- | --- |
| Latinsky (středověkou, nikoli klasickou latinou) | Comes                                                                                    | Comitissa                                 | Comitatus |
| Italsky                                          | Conte                                                                                    | Contessa                                  | Contea, Contado, Comitato |
| Francouzsky                                      | Comte – srov. var.: Comtor                                                               | Comtesse                                  | Comté |
| Německy                                          | Graf                                                                                     | Gräfin                                    | Grafschaft |
| Anglicky                                         | Earl = vztahuje se na britského hraběte / Count se aplikuje na všechny ostatní monarchie | Countess (stejné použití jako Earl)       | Earldom pro titul Earl / County pro titul Count, ale v tomto případě označuje v anglosaských zemích také (především) územní správní jednotku |
| Španělsky                                        | Conde                                                                                    | Condesa                                   | Condado |
| Hebrejsky                                        | רוזן (Rozen)                                                                             | רוזנת (Rozenet)                           | |
| Albánsky                                         | Kont                                                                                     | Konthesë                                  | |
| Irsky                                            | Cuntas (vedle Iarla = angl. Earl – srov. norsky: Jarl)                                   | Cuntaois                                  | |
| Řecky                                            | Κόμης (Komes)                                                                            | Κόμισσα (Komissa)                         | Κομητεία (Kometéia) |
| Maďarsky                                         | Gróf                                                                                     | Grófnő                                    | Megye |
| Maltsky                                          | Konti                                                                                    | Kontessa                                  | |
| Monegašsky                                       | Conte                                                                                    | Contessa                                  | |
| Portugalsky                                      | Conde                                                                                    | Condessa                                  | Condado |
| Rumunsky                                         | Conte                                                                                    | Contesă                                   | Comitat |
| Rétorománsky                                     | Cont                                                                                     | Contessa                                  | |
| Srbsky                                           | Grof                                                                                     | Grofica                                   | Grofovija |
| Slovensky                                        | Gróf                                                                                     | Grófka                                    | Grófstvo |

## Hraběcí rody v zemích České koruny

### Pronikání hraběcího titulu do českých zemí
V rámci zemí Koruny české byl hraběcí titul zaveden teprve roku 1627 spolu s vydáním Obnoveného zřízení zemského (definitivně pak císařským nařízením z 25. března 1629 novelizovaným r. 1640). Tehdy začaly v Čechách i vedlejších zemích platit oficiálně říšské tituly a zároveň začaly být udíleny hraběcí tituly české. Neoficiálně se ovšem hraběcí důstojnost v Čechách vyskytovala již dříve. Před Bílou horou užívali v království hraběcí titul např. Hardeggové, Gutštejnové, Salmové nebo Zrinští. Formálně byla česká šlechta rozdělená jen na nižší stav, dělící se ještě na vladyky a rytíře a na stav vyšší, panský. Bohatí a hrdí čeští páni jen velmi neochotně, pokud vůbec, uznávali hodnost knížecí. Před „pouhými“ hrabaty říšskými, uherskými či jinými se naprosto odmítali sklonit. Od středověku až do let po roce 1627 lze však vysledovat některé mezníky v pronikání hraběcího titulu na české území.
1. První cizí (říšský) hraběcí rod s majetky (částečně) v českém státě: hrabata z Bogenu, vlastnící od roku 1124 Sušicko a založivší hrad Rabí.[6]
2. První cizí (říšský) hraběcí rod trvale usazený v českých zemích (na Moravě): hrabata z Hückeswagenu ve Vestfálsku, která přesídlila na Moravu a někdy před r. 1228[7] získala hrad a panství Hukvaldy.[8] Hukvaldy Hückeswagenové prodali kolem r. 1256 a v r. 1260 ztratili i vestfálský Hückeswagen. Rod dožil na moravských statcích okolo Příboru.[9]
3. První cizí (říšský) hraběcí rod trvale usazený v Čechách: purkrabí z Donína, jejichž jedna větev přichází mezi lety 1256 a 1286 natrvalo do severních Čech (na panství hradu Grabštejn)[10] a jiná roku 1402 na Karlovarsko.[11]
4. První (a jediný) výslovně český hraběcí titul duchovního úřadu v Českých zemích: olomoučtí biskupové byli od 1. března 1365 tzv. „hrabaty české královské kaple“ (comites regiae capellae Bohemiae),[12] což byl jeden z českých dvorských úřadů, první v pořadí důstojnosti,[13] zároveň byli biskupové také českými knížaty s vlastním knížectvím na Moravě
5. První rod z českých zemí povýšený do říšského hraběcího stavu: Šlikové z Chebska, resp. Kašpar Šlik, povýšený císařem Zikmundem dne 30. října 1437, resp. 8. srpna 1442[14] na hraběte z Passaunu. Titul přetrval i brzkou ztrátu tohoto říšského léna.[15]
6. První hrabství v zemích Koruny české: 1459 povýšil Jiří z Poděbrad Kladsko na hrabství, což si nechává potvrdit i pro říši, neboť 1. srpna toho roku prohlašuje císař Fridrich III. Kladsko za říšské hrabství, trvale spojené s českou Korunou. Hrabaty kladskými se stali někteří Jiřího synové[16] a jejich potomstvo a dále také někteří zástavní držitelé Kladska.[17]
7. První rod z českých zemí a českého mateřského jazyka povýšený mezi říšská hrabata: Gutštejnové, resp. Burian II. z Gutštejna, povýšený dne 14. února 1474 na říšského hraběte.[18] Titul získal na základě císařského diplomu a vykoupení českých lén Heidingsfeld a Mainbernheim (obojí nedaleko Würzburgu) ze zástavy městu Norimberk, čímž si opatřil bezprostřední hrabství.[19]
8. Povolení pro šlechtu s cizími hraběcími tituly užívat takové tituly v Českém království, ovšem s tím, že jim nedávají žádnou přednost v rámci panského stavu. Vydáno Vladislavem Jagellonským v roce 1502. Výnos byl vydán v souvislosti s českým inkolátem hrabat Hardeggů, hrabat kladských[20] (inkolát a potvrzení titulu kladských hrabat v Čechách vydány 12. listopadu 1503).[21]
9. Nedokončený pokus o udělení výslovně českého hraběcího titulu: Sekerkové ze Sedčic, resp. Jaroslav (I.) Sekerka. Ten na základě o legendě o původu rodu od Vršovců, šířenou i v Hájkově kronice,[22] dosáhl u krále Ferdinanda I. dne 1. července 1543[23] vystavení potvrzení o hraběcím titulu a vršoveckém původu v české kanceláři. Prý se však sám zalekl svých snah, při nichž si údajně vypomáhal i paděláním listin, a sám se zasloužil o to, že proces nebyl doveden do konce.[24] Privilegium proto nebylo ztvrzeno[25] a Jaroslavova brzká smrt na sto let přerušila průběh hraběcí nobilitace. Teprve Jaroslav (II.) Sekerka v roce 1666 dosáhl udělení českého hraběcího stavu a potvrzení jména Vršovec.[26]
10. První úřední potvrzení hraběcího titulu v Českém království: Heřmanovi Černínovi z Chudenic povýšenému českým králem Ferdinandem II. v roce 1627 dne 7. května na hraběte Rakouských zemí.[27] a 20. května na říšského hraběte.[28] Dne 8. června téhož roku mu byl titul potvrzen českou kanceláří.[29]
11. První samostatný hraběcí titul Českého království: Florián Jetřich Žďárský ze Žďáru jej získal 13. listopadu 1628,[30] říšským hrabětem byl již od 10. června téhož roku.[31]
12. První hraběcí titul Českého království bez předchozího nebo následného povýšení na říšského hraběte (říšskou hraběnku): Johanka Pětipeská z Chýš, rozená Myšková ze Žlunic byla povýšena českou hraběnku „na Žlunicích“ dne 2. září 1638.[32] Povýšena byla účelově před svou druhou svatbou s Václavem Eusebiem z Lobkovic, protože Lobkovicové jako knížata mohli uzavírat rovnorodé sňatky jen s osobami přinejmenším hraběcího stavu.[33]
13. První hraběcí rod pouze s českým hraběcím titulem: Hodičtí z Hodic povýšení do českého hraběcího stavu 10. července 1641.[34]

### Některé české hraběcí rody
- Buquoyové
- Haugvicové
- Kolovratové
- Rohanové[35][36]
- Slavatové
- Šternberkové
- Trčkové z Lípy
- Voračičtí z Paběnic
- Vratislavové
- Žerotínové
- Clam-Gallasové

## Galerie 1543

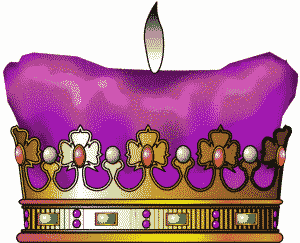
Heraldická a hodnostní koruna mediatizovaných hrabat (Erlauchtkrone). Hlava takového hraběcího rodu nosí stejnou korunu završenou ovšem říšským jablkem, nikoli hranostajovým ocáskem
Čelenka (Coronet) a heraldická koruna britských hrabat (Earl)
Nejstarší hodnostní koruna belgických a francouzských hrabat
Mladší, ale již neužívaná hodnostní koruna belgických hrabat
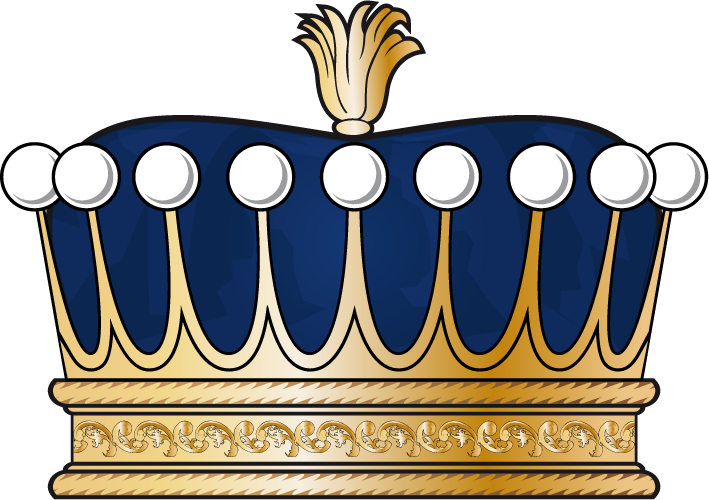
Hodnostní koruna francouzských hrabat, kteří byli zároveň pairy. Ostatní hrabata užívají korunku bez modré čapky.
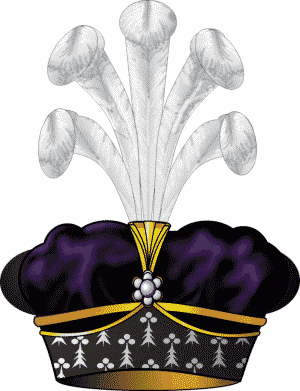
Hodnostní baret hraběte v napoleonské heraldice
Hodnostní koruna italských hrabat
Hodnostní koruna dánských a norských hrabat
Hodnostní koruna švédských hrabat
Hodnostní koruna ruských hrabat